# Xã Monroe, Quận Wayne, Iowa
Xã Monroe (tiếng Anh: Monroe Township) là một xã thuộc quận Wayne, tiểu bang Iowa, Hoa Kỳ. Năm 2010, dân số của xã này là 252 người.